# 富·盈門

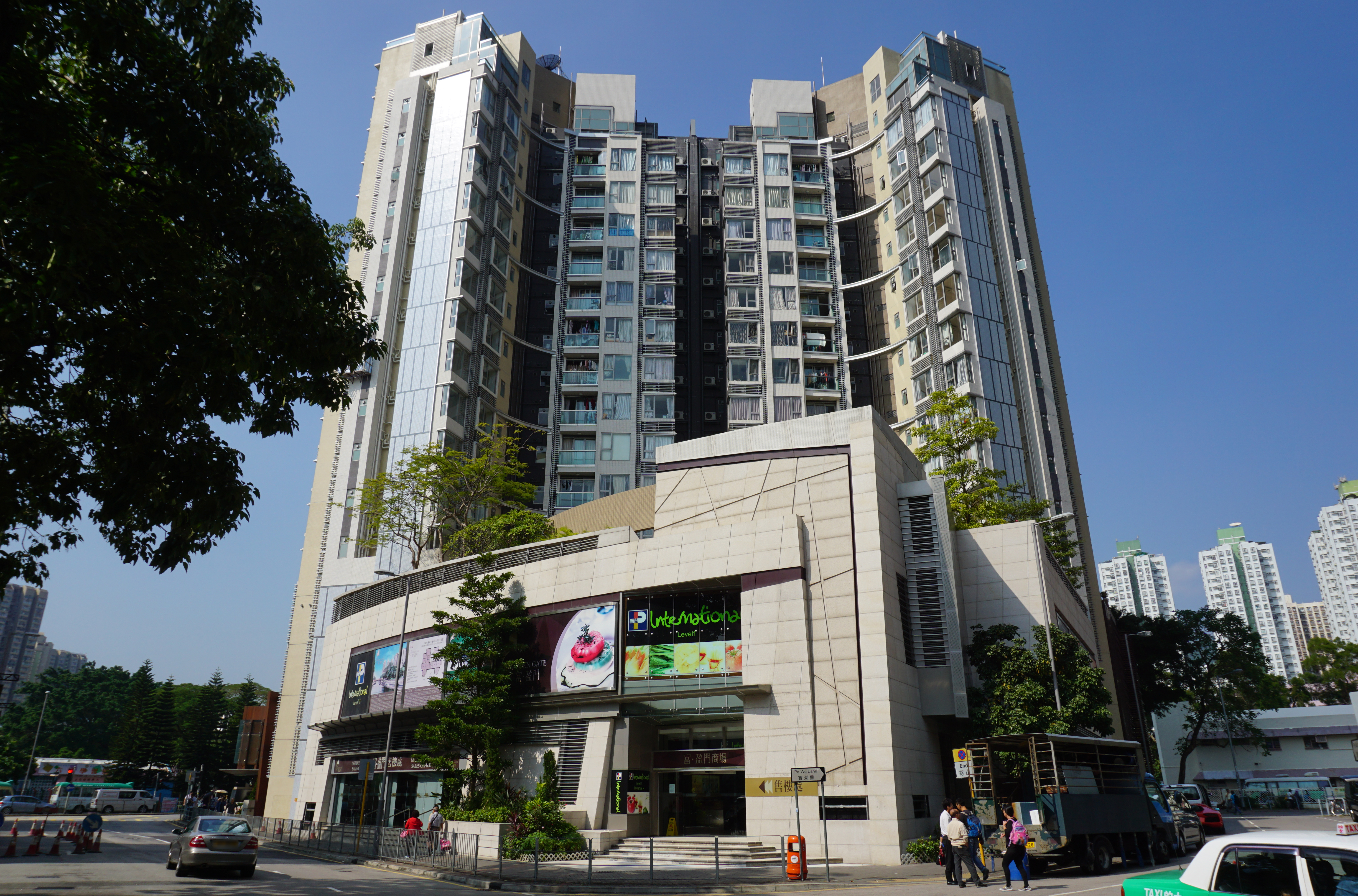
富·盈門

富·盈門（英文：The Golden Gate），是位於香港新界大埔墟的一個私人住宅發展項目，由華懋集團發展，現時管理公司為旗下的合眾物業管理，鄰近寶湖花園及林村河，處於大埔寶湖道1號。主承建商為其士建築；認可人士及總建築師為李梓明（木天國際建築師事務所）。於2014年4月入伙，提供2座住宅共122個單位，主打2至3房戶，另提供小量連天台複式戶，實用面積由637呎至2023呎不等，大部分單位設有露台，並享有林村河景色。

## 歷史
富·盈門的地皮編號為大埔市地段第195號（ 英語：Tai Po Town Lot No.195），前身是大埔政府職員宿舍（註：大埔政府職員宿舍亦可指大埔下坑政府職員宿舍，兩者地理位置不同），宿舍拆卸後於2006年起可以勾出拍賣，翌年由華懋集團以鵬亮有限公司（ 英語：Sunny Foundation Limited） 名義以5.7億港元（下同）投得，樓面呎價為3,209元。
2014年初以現樓形式發售，定價較同區二手市價高出不少，故銷售成績一般。

## 外部連結
- 官方网站